# キルモリー伯爵
キルモリー伯爵（キルモリーはくしゃく、英: Earl of Kilmorey）は、アイルランド貴族の爵位。1822年に創設された。

## 歴史
イングランド庶民院議員、シュロップシャー州長官を務めたロバート・ニーダム(c.1565–1631)は1594年9月1日に騎士爵に、1625年4月8日にアイルランド貴族であるクイーンズ・カウンティにおけるキルモリー子爵に叙された。2代子爵ロバート・ニーダム(c.1587/88–1653)はイングランド庶民院議員を務めた。
2代子爵から5世代後の12代子爵フランシス・ニーダム(1748–1832)は陸軍の軍人としてアメリカ独立戦争に参戦、1798年アイルランド反乱の鎮圧にも関わった。戦後に連合王国庶民院議員を務めたのち、1822年1月12日にキルモリー伯爵とダウン県におけるニュアリー＝モーン子爵に叙された。
2代伯爵フランシス・ジャック・ニーダム(1787–1880)は庶民院議員を務め、3代伯爵フランシス・チャールズ・ニーダム(1842–1915)は庶民院議員とアイルランド貴族代表議員を務め、4代伯爵フランシス・チャールズ・アデルバート・ヘンリー・ニーダム(1883–1961)はアイルランド貴族代表議員を務めた。
現当主である6代伯爵リチャード・フランシス・ニーダム(1942–)は保守党の政治家であり、庶民院議員、北アイルランド政務次官、貿易副大臣を歴任した。

## 現当主の保有爵位
第6代キルモリー伯爵リチャード・フランシス・ニーダムは、以下の爵位を有する。
- 第6代キルモリー伯爵（6th Earl of Kilmorey）
（1822年1月12日の勅許状によるアイルランド貴族爵位）
- 第18代キルモリー子爵（18th Viscount Kilmorey）
（1625年4月8日の勅許状によるアイルランド貴族爵位）
- 第6代ニュアリー＝モーン子爵（6th Viscount Newry and Mourne）
（1822年1月12日の勅許状によるアイルランド貴族爵位）

## 一覧

### キルモリー子爵（1625年）
- 初代キルモリー子爵ロバート・ニーダム（英語版）（1565年ごろ – 1631年）
- 第2代キルモリー子爵ロバート・ニーダム（英語版）（1587年/1588年ごろ – 1653年）
- 第3代キルモリー子爵ロバート・ニーダム（1657年没）
- 第4代キルモリー子爵チャールズ・ニーダム（1660年没）
- 第5代キルモリー子爵ロバート・ニーダム（1655年 – 1668年）
- 第6代キルモリー子爵トマス・ニーダム（1659年ごろ – 1687年）
- 第7代キルモリー子爵ロバート・ニーダム（1683年 – 1710年）
- 第8代キルモリー子爵ロバート・ニーダム（1702年 – 1717年）
- 第9代キルモリー子爵トマス・ニーダム（1703年 – 1768年）
- 第10代キルモリー子爵ジョン・ニーダム（1710年 – 1791年）
- 第11代キルモリー子爵ロバート・ニーダム（1746年 – 1818年）
- 第12代キルモリー子爵フランシス・ニーダム（1748年 – 1832年）
  - 1822年、キルモリー伯爵に叙爵

### キルモリー伯爵（1822年）
- 初代キルモリー伯爵フランシス・ニーダム（1748年 – 1832年）
- 第2代キルモリー伯爵フランシス・ジャック・ニーダム（英語版）（1787年 – 1880年）
- 第3代キルモリー伯爵フランシス・チャールズ・ニーダム（英語版）（1842年 – 1915年）
- 第4代キルモリー伯爵フランシス・チャールズ・アデルバート・ヘンリー・ニーダム（英語版）（1883年 – 1961年）
- 第5代キルモリー伯爵フランシス・ジャック・リチャード・パトリック・ニーダム（英語版）（1915年 – 1977年）
- 第6代キルモリー伯爵リチャード・フランシス・ニーダム（英語版）（1942年 – ）

爵位の法定推定相続人は現当主の息子にあたるニューリー＝モーン子爵ロバート・フランシス・ジョン・ニーダム（1966年 – ）で、その法定推定相続人は息子にあたるトマス・フランシス・マイケル・ニーダム閣下（1998年 – ）である。